# カレーの国のコバ〜ル
『カレーの国のコバ〜ル』（カレーのくにのコバール）は、「ササキトモコ」と「ササキワカバ」が結成した『東京ハイジ』の作品を原作としたショートアニメーション作品。2004年9月から12月までキッズステーションで放送された1話3分30秒程度のショートアニメーション作品である。
2005年1月8日より、毎日放送・TBS系列の『フューチャービーンズ〜みらい豆』内にて第1話からの再放送が行われたが、同年4月3日をもって終了となった。

## ストーリー
カレーの国の王子コバールが国民と同じ学校に通い、同等の待遇の中で日々を送る児童・幼児向けギャグコメディ作品。全話を通して食事シーンがあり、タイトル通りその全てがカレーである。特徴的なフレーズとして「うっま〜。んでもって、○○!(かっらー!など)」がある。

## キャスト
- コバール - 千葉翔也
- ガリケン / ハヤシジィ - 小杉十郎太
- ナツメグ / らっきょどん - 真田アサミ
- ポテチン / ナタリー - かないみか
- ナーンダ - ピエール瀧
- トゲール / ハニーおばさん - 小林ゆう
- ブイヨン先生 - 成田剣
- ルゥ大王 / チャツネシェフ - 清水聖
- ねぎたま女王 - 西口有香

## スタッフ
- 企画 - 須磨直樹（キッズステーション）(アニマックス)
- 原作 - 東京ハイジ
- 監督 - ひらやまりょう
- 脚本（お話）・音楽 - ササキトモコ（東京ハイジ）
- キャラクターデザイン（絵） - ササキワカバ（東京ハイジ）
- メインアニメーター - そーとめこういちろう
- 背景 - 岡野国治
- 撮影・編集 - ティ・ニシムラ
- 音響監督 - 渡辺淳
- 音響効果 - 有田利樹
- 音響制作 - ダックスプロダクション
- 録音スタジオ - 整音スタジオ
- ビデオ編集 - 東京現像所
- プロデューサー - ササキリカ（キッズステーション）
- 制作プロデューサー - わたなべひでのぶ
- アニメーション制作 - アートランド
- 製作 - キッズステーション

## 主題歌
カレーの国のコバール
作詞 / 作曲 - ササキトモコ 唄（うた） - ちびっこハイジ

## 各話リスト
| 話数 | サブタイトル           |
| ---- | ---------------------- |
| 1    | カレーの国のコバール   |
| 2    | 飛べ!おたまん          |
| 3    | ハヌマン・ザ・ヒーロー |
| 4    | 不思議なナツメグちゃん |
| 5    | ハヤシジィの秘密       |
| 6    | ポテチンのプライベート |
| 7    | 俺はガリケン!          |
| 8    | コバールのヘアスタイル |
| 9    | 転校性がやってきた     |
| 10   | おつかいコバール       |
| 11   | ガーリック玉の力       |
| 12   | 犯人はだれだ?          |
| 13   | アップルちゃんのカレー |

### DVD
全話を収録したDVDが2005年3月23日に発売されている。販売元はコロムビアミュージックエンタテインメント（現：日本コロムビア）。